# علاج غير كافي للألم
يشير العلاج غير الكافي للألم، أو سوء معالجة الألم، إلى غياب العلاج المخفف لألم شخص ما، في الحالات التي تستدعي ذلك.
بالاعتماد على الطب المسند بالأدلة وتوصيات المنظمات الطبية المتخصصة، وضعت المبادئ التوجيهية المتعلقة بعلاج الألم، العلاج الذي يجب على مقدمي الرعاية الصحية تقديمه. لأسباب اجتماعية مختلفة، قد لا يسعى الأشخاص الذين يعانون من الألم إلى الحصول على علاج لآلامهم أو قد لا يتمكنون من ذلك. في الوقت نفسه، قد لا يوفر مقدمو الرعاية الصحية العلاج الذي توصي به الهيئات المعنية.

## التصنيف
عندما يكون الألم من أعراض مرض ما، فقد يركز العلاج على معالجة سبب المرض. يعتقد أن العلاج الذي ينهي المرض سيقضي على الألم، ولهذا السبب، لا يعتبر علاج الألم، في بعض الأحيان، من الأولويات، إذ تركز الجهود المبذولة على علاج السبب الكامن للألم.
في حالات أخرى، قد يحتاج الألم نفسه إلى خطة علاج خاصة به. يمكن استخدام الرعاية التلطيفية للتعامل مع الألم باعتباره من أولوياتها. قد تستخدم الرعاية التلطيفية مع أو إلى جانب العلاج الأساسي للمرض.

## العلامات والأعراض
تنصح بعض المنظمات أن يعالج مقدمو الرعاية الصحية الألم عند وجوده. يقتضي نهج التفكير هذا بحاجة الشخص للعلاج عندما يشكو من ألم شديد.
تقدم المنشورات المختلفة إرشادات حول التعرف على الألم، وتوجه المعنيين عند حاجة الشخص المتألم إلى علاج إضافي.

## الأسباب
قد ترتبط هذه الظاهرة بالعديد من الأسباب. أولاً، النموذج الطبي الحيوي للمرض، الذي يركز على الفيزيولوجيا المرضية عوضاً عن نوعية الحياة، ويدعم التصرفات التي تهمش علاج الألم ولا تعتبره من الأولويات. قد توجد أسباب أخرى تتمحور حول عدم تلقي الفريق الطبي تدريب كافي أو التحيزات الشخصية أو الخوف من إساءة استخدام العقاقير التي تستلزم وصفة طبية. على سبيل المثال، قد يخشى الأطباء من اتهامهم بالإفراط في وصف الأدوية (اقرأ، على سبيل المثال، حالة الطبيب ويليام هورويتز)، على الرغم من الندرة النسبية للملاحقات القضائية المرتبطة بذلك، أو قد يسيئون فهم المخاطر الصحية المرتبطة بوصف الأدوية الأفيونية. يؤثر تاريخ السياسات المعقد المرتبط بذلك أيضًا على الممارسات المتبعة في علاج الألم، وهذا يشمل المواقف الثقافية والمجتمعية والدينية والسياسية. غالباً ما تعيق هذه العوامل بعض المجموعات البشرية المحددة عن طلب علاج للألم.
قد يكون التحيز بين ممارسي الرعاية الصحية سبباً لسوء معالجة الألم.

## المجموعات المتضررة
يعتبر سوء معالجة الألم أمرًا شائعًا ويشاهد في جميع الفئات العمرية، من حديثي الولادة إلى كبار السن. في سبتمبر 2008، قدرت منظمة الصحة العالمية أن نحو 80% من سكان العالم لا يحصلون على العلاج تمامًا أو لا يحصلون على العلاج الكافي للآلام المتوسطة والشديدة. يعاني عشرات الملايين من الأشخاص على مستوى العالم سنويًا من نقص مسكنات الألم، باعتبارها جزءًا من العلاج المستخدم عند نهاية الحياة، وهذا الرقم يتضمن أربعة ملايين مريض سرطان و0.8 مليون مريض بفيروس نقص المناعة البشرية/ الإيدز. مع ذلك، تعتبر الأدوية المستخدمة في علاج الألم رخيصة وآمنة وفعالة وسهلة الاستخدام بشكل عام، والقانون الدولي يُلزم الدول بتوفير مسكنات الألم المناسبة للأفراد المحتاجين لها. 
بالإضافة إلى ذلك، تعاني مجموعات سكانية محددة، ككبار السن والأقليات العرقية غير البيضاء والنساء، من سوء معالجة الألم، بمعدلات متباينة مقارنةً بأقرانهم الأصغر سنًا من الذكور البيض غير إسبانيي الأصول. 
يُفهم الألم، وتحديدًا الألم المزمن، من خلال مجموعة من العوامل، وخصوصًا علم النفس المرضي والعوامل المعرفية والعاطفية والسلوكية والاجتماعية والثقافية. على هذا النحو، فإن العلاج المناسب للألم يتطلب نهجًا متعدد التخصصات يراعي الطريقة التي يختبر بها المرضى، من مختلف الثقافات والأعراق، الألم المزمن.
لا يؤخذ بعض مرضى الألم في الحسبان، بسبب التمثيل المحدود للأشخاص الملونين في الأبحاث السريرية وتسويق المسكنات والتحيز بين ممارسي الرعاية الصحية، ما يؤدي إلى تجاهل آلامهم. لم تنتج عقودًا من أبحاث الألم نمطًا واضحًا وثابتًا للاختلاف بين الجنسين في تحمل الألم البشري، أو تثبت الادعاءات العنصرية المتوهَمة لتحمل الألم، ومع ذلك، ما يزال التحيز داخل المجال الطبي قائمًا، بطرق تحرم الأقليات من حقهم وتؤدي لسوء معالجة الألم.

### العمر
قد يكون العلاج غير الكافي للألم لدى كبار السن ناتجًا عن مجموعة متنوعة من الأسباب، كالاعتقاد الخاطئ بأن الألم جزء طبيعي من الشيخوخة مثلًا، لذلك من غير الواقعي أن نجد مسنين لا يعانون من الألم. من المفاهيم الخاطئة الأخرى المتعلقة بالألم وكبار السن، هو انخفاض الحساسية للألم لديهم، وخصوصًا إن كانوا يعانون من اضطراب إدراكي، كالخرف مثلًا، إضافةً إلى الفكرة التي تنصح بعدم إعطاء المسكنات الأفيونية لكبار السن، لأنها خطيرة للغاية. ومع ذلك، يستطيع المسنون تلقي نفس مستوى العلاج، كأي مجموعة أخرى، عبر التقييم المناسب والتدبير الدقيق والمراقبة الحثيثة.
ومع ذلك، بدأت مجتمعات الرعاية الطبية والصحية في أمريكا الشمالية بتغيير موقفها تجاه ذلك، إثر القضيتين الأخيرتين في كاليفورنيا، إذ خضع أطباء لم يقدموا العلاج المخفف للألم بشكل كافي للمقاضاة بتهمة إساءة معاملة كبار السن. وفي الحالة الثانية، وبخ مجلس كاليفورنيا الطبي الطبيب المتهم علنًا. أعلن المركز الفيدرالي لخدمات ميديكير وميديكايد عن استعداده لفرض غرامات على مقدمي الرعاية الصحية المحتالين، الذين يتلقون أجورهم مقابل توفير علاج كافي للألم ولا يحققون ذلك. تتطور توجيهات الممارسة السريرية ومعاييرها إلى بيانات واضحة لا لبس فيها حول العلاج المقبول للألم. لذلك، لم يعد بمقدور مقدمي الرعاية الصحية، في كاليفورنيا على الأقل، تجنب اللوم من خلال الادعاء بأن تخفيف الألم أو عدمه يتوافق مع معايير المجتمع.

### العرق
تشير الأدبيات، التي تقيم المجال الطبي، إلى اختلاف الرعاية المقدم لتخفيف الألم لدى الأقليات العرقية والإثنية. بالمقارنة مع المرضى القوقاز، يتعرض المرضى الأمريكيين من أصل أفريقي ومن أصل إسباني بشكل خاص لخطر سوء معالجة الألم. في سياق علاج حالات مرضية متنوعة، يتعرض الأمريكيون من أصل أفريقي وأقليات عرقية وإثنية أخرى لسوء معالجة الألم بشكل متواصل، وتلك الحالات تتضمن الآلام مرتبطة بالسرطان والآلام الحادة التالية للجراحة وآلام الصدر والألم الحاد وآلام أسفل الظهر المزمنة. توضح الأبحاث أرجحية تعرض الأقليات العرقية والإثنية لسوء معالجة الألم الحاد والمزمن، بصرف النظر عن العمر والجنس وشدة الألم، عند مقارنتهم بالبيض غير اللاتينيين. بينت دراسة فحصت أكثر من 1300 مريض، من الأقليات وغير الأقليات، أن احتمال العلاج غير الكافي، لدى المرضى الموجودين في المراكز التي تعالج الأقليات بشكل أساسي، أكثر بثلاث مرات، مقارنةً بالمرضى الموجودين في مراكز علاج الفئة الأخرى. إضافةً لذلك، استقصت إحدى دراسات المتابعة علاج الألم لدى مرضى الأقليات المصابين بسرطان ناكس أو منتشر، ووجدت أن 74% من المرضى اللاتينيين و59% من الأمريكيين الأفارقة، الذين يعانون من الألم، لم يتلقوا مسكنات كافية. لا يرجح تقييم الألم بشكل مناسب لدى مرضى الأقليات، عند مقارنتهم بالمرضى غير المنتمين إلى الأقليات، ويسجلون عمومًا مستويات تسكين أقل للألم. ارتفع معدل وصف المسكنات الأفيونية، استجابةً للاستشارات الطبية المرتبطة بالألم، بين العامين 1993 و2005، ولكن التباين في وصف الأدوية للأقليات العرقية والإثنية استمر. يميل مقدمو الرعاية لوصف مسكن أفيوني للمرضى البيض الذين يعانون من الألم بمعدل أكبر، عند مقارنتهم بالمرضى السود أو من أصل إسباني أو آسيوي. على وجه التحديد، تلقى 40% من المرضى البيض المسكنات الأفيونية في عام 2005، بينما تلقى 32% فقط من المرضى غير البيض هذه الفئة من المسكنات.